# Gazimurszkij Zavod-i járás
A Gazimurszkij Zavod-i járás (oroszul Газимуро-Заводский район) járás Oroszország Bajkálontúli határterületén. Székhelye Gazimurszkij Zavod.
A járást 1926-ban hozták létre.

## Népessége
- 2002-ben 9 578 lakosa volt.
- 2010-ben 9 407 lakosa volt.